# Petrůvka
Petrůvka är en ort i Tjeckien.   Den ligger i regionen Zlín, i den östra delen av landet, 270 km öster om huvudstaden Prag. Petrůvka ligger 486 meter över havet och antalet invånare är 327.
Terrängen runt Petrůvka är varierad. Petrůvka ligger uppe på en höjd.Runt Petrůvka är det ganska tätbefolkat, med 90 invånare per kvadratkilometer. Närmaste större samhälle är Zlín, 16,9 km nordväst om Petrůvka. I omgivningarna runt Petrůvka växer i huvudsak blandskog.